# Ủy ban thường trực Liên cơ quan
Tiếng Anh (Inter-Agency Standing Committee - (IASC)) là một diễn đàn liên cơ quan của Liên hợp quốc và các đối tác nhân đạo phi Liên Hợp Quốc thành lập vào năm 1992, để tăng cường hỗ trợ nhân đạo. Mục tiêu tổng thể của IASC là để cải thiện việc cung cấp các hỗ trợ nhân đạo cho người dân bị ảnh hưởng. Ủy ban được thành lập theo Nghị quyết 46/182 và Nghị quyết 48/57 của Đại hội đồng Liên Hợp Quốc khẳng định rằng nó phải là công cụ chính để phối hợp giữa các cơ quan.
Thành viên của IASC gồm Tổ chức Lương thực và Nông nghiệp (FAO), Văn phòng Liên hợp quốc điều phối các vấn đề nhân đạo (OCHA), Chương trình phát triển LHQ (UNDP), Quỹ Dân số Liên Hợp Quốc (UNFPA), Chương trình Định cư Liên Hợp Quốc (HABITAT), Cao ủy Liên Hợp Quốc về người tị nạn (UNHCR), Quỹ Nhi đồng Liên hợp quốc (UNICEF), Chương trình Lương thực Thế giới (WFP) và Tổ chức Y tế Thế giới (WHO).
Quan sát viên thường trực của IASC là Ủy ban Chữ thập đỏ quốc tế(ICRC), Hội đồng Quốc tế các tổ chức tình nguyện (ICVA), Liên đoàn quốc tế Hội Chữ thập đỏ và Trăng lưỡi liềm đỏ, Hội đồng tình nguyện quốc tế Hoa Kỳ (InterAction), Tổ chức Di dân Quốc tế(IOM), Văn phòng Cao ủy Nhân quyền, Văn phòng Đại diện đặc biệt của Tổng thư ký về các quyền con người của người vô gia cư, Ban chỉ đạo ứng phó nhân đạo và Ngân hàng Thế giới.